# Sohna
Sohna é um cidade no distrito de Gurgaon, no estado indiano de Haryana.

## Geografia
Sohna está localizada a 28° 15′ N, 77° 04′ L. Tem uma altitude média de 212 metros (695 pés).

## Demografia
Segundo o censo de 2001, Sohna tinha uma população de 27 571 habitantes. Os indivíduos do sexo masculino constituem 53% da população e os do sexo feminino 47%. Sohna tem uma taxa de literacia de 63%, superior à média nacional de 59,5%: a literacia no sexo masculino é de 70% e no sexo feminino é de 54%. Em Sohna, 17% da população está abaixo dos 6 anos de idade.